# Lilly Berggren
Lilly Berggren, född 9 augusti 1906 i Skara, död 4 september 1975 i Oscars församling, Stockholm, var en svensk skådespelare.

## Filmografi
- 1953 – Kolet ande – husmor
- 1955 – Enhörningen – dam på officersbalen
- 1956 – Sceningång – påkläderska
- 1957 – Enslingen Johannes – radiolyssnande dam i båt

## Teater

### Roller (ej komplett)
| År   | Roll               | Produktion                                                  | Regi            | Teater                        |
| ---- | ------------------ | ----------------------------------------------------------- | --------------- | ----------------------------- |
| 1925 |                    | Öregrund-Östhammar Selfrid Kinmansson                       | Axel Hultman    | Vanadislundens friluftsteater |
| 1927 | Mimis husassistent | Adjö, Mimi Ralph Benatzky, Alexander Engel och Julius Horst | Oskar Textorius | Vasateatern                   |
| 1928 | Juliette           | Inte på mun Maurice Yvain och André Barde                   | Oskar Textorius | Vasateatern                   |
| 1937 |                    | Va' händer hos Jonssons Siegfried Fischer                   |                 | Söders friluftsteater         |
| 1954 |                    | Söderkåkar Gideon Wahlberg                                  | Gösta Jonsson   | Vanadislundens friluftsteater |

### Fotnoter
1. ↑  ”Lilly Berggren”. Svensk Filmdatabas. https://www.svenskfilmdatabas.se/sv/Item/?type=person&itemid=64997. Läst 6 oktober 2012.
2. ↑  ”Teaterannons”. Dagens Nyheter:  s. 12. 22 augusti 1925. http://arkivet.dn.se/arkivet/tidning/1925-08-22/226/12. Läst 29 december 2015.
3. ↑  Teateralmanack 1927 i Svenska Dagbladets Årsbok – femte årgången, händelserna 1927 (1928) s. 112
4. ↑  ”Adjö, Mimi”. Musikverket. http://calmview.musikverk.se/CalmView/Record.aspx?src=CalmView.Performance&id=PERF14528&pos=12. Läst 5 juli 2015.
5. ↑  Teateralmanack 1928 i Svenska Dagbladets Årsbok – sjätte årgången, händelserna 1928 (1929) s. 145
6. ↑  ”Inte på mun”. Musikverket. http://calmview.musikverk.se/CalmView/Record.aspx?src=CalmView.Performance&id=PERF14421&pos=329. Läst 11 juli 2015.
7. ↑  ”Teater Musik Film: Söders friluftsteater”. Dagens Nyheter:  s. 12. 3 juni 1937. https://arkivet.dn.se/tidning/1937-06-03/147/12. Läst 7 augusti 2025.
8. ↑  Ebro (6 juni 1937). ”Fyra friluftsscener starta för sommaren: Söders friluftsteater”. Dagens Nyheter:  s. 13. https://arkivet.dn.se/tidning/1937-06-06/150/13. Läst 7 augusti 2025.
9. ↑  ”Teaterannons”. Dagens Nyheter:  s. 34. 1 juni 1954. http://arkivet.dn.se/arkivet/tidning/1954-06-01/146/34. Läst 10 mars 2016.